# Puchar Chorwacji w piłce nożnej
Puchar Chorwacji w piłce nożnej (chorw. Hrvatski nogometni kup) – cykliczne rozgrywki piłkarskie o charakterze pucharu krajowego w Chorwacji. Organizowane co sezon przez Chorwacki Związek Piłki Nożnej (HNZ) i przeznaczone są dla krajowych klubów piłkarskich. Najważniejsze po Pierwszej HNL piłkarskie rozgrywki w kraju. Triumfator danej edycji Pucharu zyskuje prawo reprezentowania swego kraju w następnej edycji Ligi Europy.

## Historia
W 1992 roku rozpoczęły się pierwsze rozgrywki o Puchar Chorwacji. Zwyciężył klub Inker Zaprešić. 50 lat wcześniej, w sezonie 1940/41 zostały organizowane już rozgrywki, które nazwano Pucharem Chorwacji a zasadniczo były Pucharem Chorwackiego Związku Piłki Nożnej i nie ograniczały się do terytorium chorwackiej Banowiny (była częścią Królestwa Jugosławii, ponieważ w zawodach uczestniczyły również kluby spoza chorwackiej Banowiny. Rywalizacja o Puchar została zawieszona w lutym na etapie półfinału, ponieważ rozpoczęła się druga część mistrzostw chorwackiej Banowiny. Wraz z zakończeniem mistrzostw pod koniec marca rywalizacja o Puchar miała być kontynuowana, ale inwazja Osi na Królestwo Jugosławii i jego bardzo szybki upadek zakłóciły zaplanowane zmagania sportowe. Po utworzeniu przez Ustaszy marionetkowego państwa faszystowskiego o nazwie NDH w 1941 odbyły się rozgrywki o Puchar NDH, który zdobył Građanski Zagrzeb zwyciężając 2:2, 6:2 w finale Concordia Zagrzeb. Ale tamte rozgrywki zostały uznane za nieoficjalne.

## Format
Format rozgrywek był wiele razy zmieniany. W rozgrywkach uczestniczą 48 klubów występujących w Mistrzostwach Chorwacji. 16 drużyn z największym współczynnikiem w pucharze, liczonym z ostatnich 5 lat, jest rozstawionych. Udział bierze także dwudziestu jeden zwycięzców z lig regionalnych oraz jedenastu finalistów pucharu szczebla regionalnego. Obecnie wszystkie rywalizacje od rundy wstępnej do półfinału (oprócz finału) grane są systemem każdy z każdym (mecz i rewanż). Zwycięzca kwalifikuje się do dalszych gier, a pokonany odpada z rywalizacji. W wypadku kiedy w regulaminowym czasie gry padł remis zarządza się dogrywkę, a jeśli i ona nie przyniosła rozstrzygnięcia, to dyktowane są rzuty karne. Od sezonu 1998/99 rozgrywki składają się z 6 etapów: rundy wstępnej eliminacyjnej, 1/16 finału, 1/8 finału, ćwierćfinałów, półfinałów i finału. Mecz finałowy rozgrywany jest na różnych obiektach, choć zazwyczaj był to stadion Maksimir w Zagrzebiu.

## Zwycięzcy i finaliści

### Puchar Niepodległego Państwa Chorwackiego (1941–1945)
Nieoficjalne:
| 1941–1945 | Puchar Niepodległego Państwa Chorwackiego |

| Sezon                                                                              | K   | K             | T | Zwycięzca         | Wynik | Finalista         | Data, miejsce | Br. | Król strzelców | Uwagi          |
| Puchar Chorwackiego Związku Piłki Nożnej (chorw. Kup Hrvatskoga nogometnog saveza) |     |               |   |                   |       |                   |               |     |                |                |
| 1940/41                                                                            |     |               |   |                   |       |                   |               |     |                | nie dokończono |
| Puchar NDH w piłce nożnej (chorw. Kup NDH)                                         |     |               |   |                   |       |                   |               |     |                |                |
| 1941                                                                               |     |               | 1 | Građanski Zagrzeb | 2:2   | Concordia Zagrzeb | 1941, Zagrzeb |     |                | ? klubów       |
| 1941                                                                               | 6:2 | 1941, Zagrzeb | 1 | Građanski Zagrzeb |       | Concordia Zagrzeb |               |     |                | ? klubów       |

### Puchar Chorwacji
Oficjalne:
| Sezon                                                           | K                | K                                    | T  | Zwycięzca       | Wynik            | Finalista                | Data, miejsce                              | Br. | Król strzelców                                                                                     | Uwagi     |
| Puchar Chorwacji w piłce nożnej (chorw. Hrvatski nogometni kup) |                  |                                      |    |                 |                  |                          |                                            |     | |           |
| 1992                                                            |                  |                                      | 1  | Inker Zaprešić  | 1:1              | Građanski Zagrzeb        | 16.06.1992, Inker, Zaprešić                | 4   | Željko Adžić                                                                                       | 7 klubów  |
| 1992                                                            | 1:0              | 23.06.1992, Maksimir, Zagrzeb        | 1  | Inker Zaprešić  |                  | Građanski Zagrzeb        |                                            | 4   | Željko Adžić                                                                                       | 7 klubów  |
| 1992/93                                                         |                  |                                      | 1  | Hajduk Split    | 4:1              | Croatia Zagrzeb          | 19.05.1993, Poljud, Split                  | 13  | Goran Vlaović                                                                                      | 32 kluby  |
| 1992/93                                                         | 1:2              | 02.06.1993, Maksimir, Zagrzeb        | 1  | Hajduk Split    |                  | Croatia Zagrzeb          |                                            | 13  | Goran Vlaović                                                                                      | 32 kluby  |
| 1993/94                                                         |                  |                                      | 1  | Croatia Zagrzeb | 2:0              | HNK Rijeka               | 01.06.1994, Maksimir, Zagrzeb              | 9   | Joško Popović                                                                                      | 32 kluby  |
| 1993/94                                                         | 0:1              | 15.06.1994, Kantrida, Rijeka         | 1  | Croatia Zagrzeb |                  | HNK Rijeka               |                                            | 9   | Joško Popović                                                                                      | 32 kluby  |
| 1994/95                                                         |                  |                                      | 2  | Hajduk Split    | 3:2              | Croatia Zagrzeb          | 17.05.1995, Poljud, Split                  | 7   | Tomislav Erceg                                                                                     | 32 kluby  |
| 1994/95                                                         | 1:0              | 28.05.1995, Maksimir, Zagrzeb        | 2  | Hajduk Split    |                  | Croatia Zagrzeb          |                                            | 7   | Tomislav Erceg                                                                                     | 32 kluby  |
| 1995/96                                                         |                  |                                      | 2  | Croatia Zagrzeb | 2:0              | Varteks Varaždin         | 01.05.1996, Varteks, Varaždin              | 12  | Mark Viduka                                                                                        | 32 kluby  |
| 1995/96                                                         | 1:0              | 16.05.1996, Maksimir, Zagrzeb        | 2  | Croatia Zagrzeb |                  | Varteks Varaždin         |                                            | 12  | Mark Viduka                                                                                        | 32 kluby  |
| 1996/97                                                         |                  |                                      | 3  | Croatia Zagrzeb | 2:1              | NK Zagrzeb               | 29.05.1997, Maksimir, Zagrzeb              | 5   | Mass Sarr, Mark Viduka, Dragan Vukoja                                                              | 32 kluby  |
| 1997/98                                                         |                  |                                      | 4  | Croatia Zagrzeb | 1:0              | Varteks Varaždin         | 06.05.1998, Varteks, Varaždin              | 7   | Vladimir Petrović                                                                                  | 32 kluby  |
| 1997/98                                                         | 2:1              | 14.05.1998, Maksimir, Zagrzeb        | 4  | Croatia Zagrzeb |                  | Varteks Varaždin         |                                            | 7   | Vladimir Petrović                                                                                  | 32 kluby  |
| 1998/99                                                         |                  |                                      | 1  | NK Osijek       | 2:1 pd.          | Cibalia Vinkovci         | 30.05.1999, Maksimir, Zagrzeb              | 5   | Željko Pakasin                                                                                     | 48 klubów |
| 1999/00                                                         |                  |                                      | 3  | Hajduk Split    | 2:0              | Dinamo Zagrzeb           | 02.05.2000, Poljud, Split                  | 5   | Robert Prosinečki                                                                                  | 48 klubów |
| 1999/00                                                         | 0:1              | 16.05.2000, Maksimir, Zagrzeb        | 3  | Hajduk Split    |                  | Dinamo Zagrzeb           |                                            | 5   | Robert Prosinečki                                                                                  | 48 klubów |
| 2000/01                                                         |                  |                                      | 5  | Dinamo Zagrzeb  | 2:0              | Hajduk Split             | 09.05.2001, Poljud, Split                  | 7   | Stanko Bubalo                                                                                      | 48 klubów |
| 2000/01                                                         | 1:0              | 23.05.2001, Maksimir, Zagrzeb        | 5  | Dinamo Zagrzeb  |                  | Hajduk Split             |                                            | 7   | Stanko Bubalo                                                                                      | 48 klubów |
| 2001/02                                                         |                  |                                      | 6  | Dinamo Zagrzeb  | 1:1              | Varteks Varaždin         | 24.04.2002, Maksimir, Zagrzeb              | 3   | Saša Bjelanović, Joško Popović                                                                     | 48 klubów |
| 2001/02                                                         | 1:0              | 01.05.2002, Varteks, Varaždin        | 6  | Dinamo Zagrzeb  |                  | Varteks Varaždin         |                                            | 3   | Saša Bjelanović, Joško Popović                                                                     | 48 klubów |
| 2002/03                                                         |                  |                                      | 4  | Hajduk Split    | 1:0              | Uljanik Pula             | 21.05.2003, Drosina, Pula                  | 7   | Igor Žiković                                                                                       | 48 klubów |
| 2002/03                                                         | 4:0              | 04.06.2003, Poljud, Split            | 4  | Hajduk Split    |                  | Uljanik Pula             |                                            | 7   | Igor Žiković                                                                                       | 48 klubów |
| 2003/04                                                         |                  |                                      | 7  | Dinamo Zagrzeb  | 1:1              | Varteks Varaždin         | 05.04.2004, Varteks, Varaždin              | 7   | Goce Sedłoski                                                                                      | 48 klubów |
| 2003/04                                                         | 0:0              | 19.05.2004, Maksimir, Zagrzeb        | 7  | Dinamo Zagrzeb  |                  | Varteks Varaždin         |                                            | 7   | Goce Sedłoski                                                                                      | 48 klubów |
| 2004/05                                                         |                  |                                      | 1  | HNK Rijeka      | 2:1              | Hajduk Split             | 11.05.2005, Kantrida, Rijeka               | 7   | Tomislav Erceg                                                                                     | 48 klubów |
| 2004/05                                                         | 1:0              | 25.05.2005, Poljud, Split            | 1  | HNK Rijeka      |                  | Hajduk Split             |                                            | 7   | Tomislav Erceg                                                                                     | 48 klubów |
| 2005/06                                                         |                  |                                      | 2  | HNK Rijeka      | 4:0              | Varteks Varaždin         | 26.04.2006, Kantrida, Rijeka               | 9   | Leon Benko                                                                                         | 48 klubów |
| 2005/06                                                         | 1:5              | 03.05.2006, Varteks, Varaždin        | 2  | HNK Rijeka      |                  | Varteks Varaždin         |                                            | 9   | Leon Benko                                                                                         | 48 klubów |
| 2006/07                                                         |                  |                                      | 8  | Dinamo Zagrzeb  | 1:0              | Slaven Belupo Koprivnica | 09.05.2007, Maksimir, Zagrzeb              | 6   | Eduardo da Silva                                                                                   | 48 klubów |
| 2006/07                                                         | 1:1              | 26.05.2007, Gradski, Koprivnica      | 8  | Dinamo Zagrzeb  |                  | Slaven Belupo Koprivnica |                                            | 6   | Eduardo da Silva                                                                                   | 48 klubów |
| 2007/08                                                         |                  |                                      | 9  | Dinamo Zagrzeb  | 3:0              | Hajduk Split             | 07.05.2008, Maksimir, Zagrzeb              | 9   | Nikola Kalinić                                                                                     | 48 klubów |
| 2007/08                                                         | 0:0              | 14.05.2008, Poljud, Split            | 9  | Dinamo Zagrzeb  |                  | Hajduk Split             |                                            | 9   | Nikola Kalinić                                                                                     | 48 klubów |
| 2008/09                                                         |                  |                                      | 10 | Dinamo Zagrzeb  | 3:0              | Hajduk Split             | 13.05.2009, Maksimir, Zagrzeb              | 6   | Josip Fuček                                                                                        | 48 klubów |
| 2008/09                                                         | 0:3 pd. (k. 4:3) | 28.05.2009, Poljud, Split            | 10 | Dinamo Zagrzeb  |                  | Hajduk Split             |                                            | 6   | Josip Fuček                                                                                        | 48 klubów |
| 2009/10                                                         |                  |                                      | 5  | Hajduk Split    | 2:1              | HNK Šibenik              | 21.04.2010, Poljud, Split                  | 8   | Senijad Ibričić                                                                                    | 48 klubów |
| 2009/10                                                         | 2:0              | 05.05.2010, Šubićevac, Šibenik       | 5  | Hajduk Split    |                  | HNK Šibenik              |                                            | 8   | Senijad Ibričić                                                                                    | 48 klubów |
| 2010/11                                                         |                  |                                      | 11 | Dinamo Zagrzeb  | 5:1              | NK Varaždin              | 11.05.2011, Maksimir, Zagrzeb              | 10  | Fatos Beqiraj                                                                                      | 48 klubów |
| 2010/11                                                         | 3:1              | 25.05.2011, Varteks, Varaždin        | 11 | Dinamo Zagrzeb  |                  | NK Varaždin              |                                            | 10  | Fatos Beqiraj                                                                                      | 48 klubów |
| 2011/12                                                         |                  |                                      | 12 | Dinamo Zagrzeb  | 0:0              | NK Osijek                | 02.05.2012, Gradski vrt, Osijek            | 3   | Admir Alić, Henri Belle, Stjepan Kokot, Zoran Kvržić, Anton Maglica, Marijan Nikolić, Ante Vukušić | 48 klubów |
| 2011/12                                                         | 3:1              | 09.05.2012, Maksimir, Zagrzeb        | 12 | Dinamo Zagrzeb  |                  | NK Osijek                |                                            | 3   | Admir Alić, Henri Belle, Stjepan Kokot, Zoran Kvržić, Anton Maglica, Marijan Nikolić, Ante Vukušić | 48 klubów |
| 2012/13                                                         |                  |                                      | 6  | Hajduk Split    | 2:1              | Lokomotiva Zagrzeb       | 08.05.2013, Poljud, Split                  | 7   | Mario Šitum                                                                                        | 48 klubów |
| 2012/13                                                         | 3:3              | 22.05.2013, Maksimir, Zagrzeb        | 6  | Hajduk Split    |                  | Lokomotiva Zagrzeb       |                                            | 7   | Mario Šitum                                                                                        | 48 klubów |
| 2013/14                                                         |                  |                                      | 3  | HNK Rijeka      | 1:0              | Dinamo Zagrzeb           | 07.05.2014, Maksimir, Zagrzeb              | 10  | Andrej Kramarić                                                                                    | 48 klubów |
| 2013/14                                                         | 2:0              | 13.05.2014, Kantrida, Rijeka         | 3  | HNK Rijeka      |                  | Dinamo Zagrzeb           |                                            | 10  | Andrej Kramarić                                                                                    | 48 klubów |
| 2014/15                                                         |                  |                                      | 13 | Dinamo Zagrzeb  | 0:0 pd. (k. 4:2) | RNK Split                | 20.05.2015, Maksimir, Zagrzeb              | 6   | Ángelo Henríquez                                                                                   | 48 klubów |
| 2015/16                                                         |                  |                                      | 14 | Dinamo Zagrzeb  | 2:1              | Slaven Belupo Koprivnica | 10.05.2016, Gradski vrt, Osijek            | 5   | Marin Tomasov                                                                                      | 48 klubów |
| 2016/17                                                         |                  |                                      | 4  | HNK Rijeka      | 3:1              | Dinamo Zagrzeb           | 31.05.2017, Varteks, Varaždin              | 7   | Mario Gavranović                                                                                   | 48 klubów |
| 2017/18                                                         |                  |                                      | 15 | Dinamo Zagrzeb  | 1:0              | Hajduk Split             | 23.05.2018, Cibalia, Vinkovci              | 4   | Mirko Marić                                                                                        | 48 klubów |
| 2018/19                                                         |                  |                                      | 5  | HNK Rijeka      | 3:1              | Dinamo Zagrzeb           | 22.05.2019, Drosina, Pula                  | 7   | Antonio Čolak                                                                                      | 48 klubów |
| 2019/20                                                         |                  |                                      | 6  | HNK Rijeka      | 1:0              | Lokomotiva Zagrzeb       | 01.08.2020, Šubićevac, Šibenik             | 5   | Justin Mathieu, Łukasz Zwoliński                                                                   | 48 klubów |
| 2020/21                                                         |                  |                                      | 16 | Dinamo Zagrzeb  | 6:3              | Istra 1961 Pula          | 19.05.2021, Gradski stadion, Velika Gorica | 6   | Taichi Hara, Luka Menalo, Martin Šaban                                                             | 48 klubów |
| 2021/22                                                         |                  |                                      | 7  | Hajduk Split    | 3:1              | HNK Rijeka               | 26.05.2022, Poljud, Split                  | 5   | Dion Drena Beljo                                                                                   | 48 klubów |
| 2022/23                                                         |                  |                                      | 8  | Hajduk Split    | 2:0              | HNK Šibenik              | 24.05.2023, Rujevica, Rijeka               | 6   | Josip Drmić                                                                                        | 48 klubów |
| 2023/24                                                         |                  |                                      | 17 | Dinamo Zagrzeb  | 0:0              | HNK Rijeka               | 15.05.2024, Stadion Maksimir, Zagrzeb      | 10  | Dražen Pilčić                                                                                      | 48 klubów |
| 2023/24                                                         | 3:1              | 22.05.2024, Stadion Rujevica, Rijeka | 17 | Dinamo Zagrzeb  |                  | HNK Rijeka               |                                            | 10  | Dražen Pilčić                                                                                      | 48 klubów |
| 2024/25                                                         |                  |                                      | 7  | HNK Rijeka      | 1:1              | Slaven Belupo Koprivnica | 14.05.2025, Stadion Miejski, Koprivnica    | 4   | Toni Fruk Angelo Bernardo Radović                                                                  | 48 klubów |
| 2024/25                                                         | 1:0              | 29.05.2025, Stadion Rujevica, Rijeka | 7  | HNK Rijeka      |                  | Slaven Belupo Koprivnica |                                            | 4   | Toni Fruk Angelo Bernardo Radović                                                                  | 48 klubów |

Uwagi:

- wytłuszczono nazwy zespołów, które w tym samym roku wywalczyły mistrzostwo i Puchar kraju,
- kursywą oznaczone zespoły, które w meczu finałowym nie występowały w najwyższej klasie rozgrywkowej.
- skreślono rozgrywki nieoficjalne.

## Statystyki

### Klasyfikacja według klubów
W dotychczasowej historii oficjalnych rozgrywek o Puchar Chorwacji na podium oficjalnie stawało w sumie 13 drużyn. Liderem klasyfikacji jest Dinamo Zagrzeb, który zdobył 17 pucharów.
Stan po sezonie 2024/25.
| Lp. | Klub                     | Zdobywca | Finalista      | Lata triumfów                                                          |    |   | |
| --- | ------------------------ | -------- | -------------- | ---------------------------------------------------------------------- | -- | - | --- |
| Lp. | Klub                     | 1.       | Dinamo Zagrzeb | Lata triumfów                                                          | 17 | 7 | 1993/94, 1995/96, 1996/97, 1997/98, 2000/01, 2001/02, 2003/04, 2006/07, 2007/08, 2008/09, 2010/11, 2011/12, 2014/15, 2015/16, 2017/18, 2020/21, 2023/24 |
| 2.  | Hajduk Split             | 8        | 5              | 1992/93, 1994/95, 1999/00, 2002/03, 2009/10, 2012/13, 2021/22, 2022/23 |    |   | |
| 3.  | HNK Rijeka               | 7        | 3              | 2004/05, 2005/06, 2013/14, 2016/17, 2018/19, 2019/20, 2024/25          |    |   | |
| 4.  | NK Osijek                | 1        | 1              | 1998/99                                                                |    |   | |
| 5.  | Inter Zaprešić           | 1        | 0              | 1992                                                                   |    |   | |
| 6.  | NK Varaždin              | 0        | 6              |                                                                        |    |   | |
| 7.  | Slaven Belupo Koprivnica | 0        | 3              |                                                                        |    |   | |
| 8.  | HNK Šibenik              | 0        | 2              |                                                                        |    |   | |
| 8.  | Istra 1961 Pula          | 0        | 2              |                                                                        |    |   | |
| 8.  | Lokomotiva Zagrzeb       | 0        | 2              |                                                                        |    |   | |
| 11. | Cibalia Vinkovci         | 0        | 1              |                                                                        |    |   | |
| 11. | NK Zagrzeb               | 0        | 1              |                                                                        |    |   | |
| 11. | RNK Split                | 0        | 1              |                                                                        |    |   | |

### Klasyfikacja według miast
Siedziby klubów: Stan po sezonie 2024/25. 
| Miasto   | Liczba tytułów | Drużyny             |
| -------- | -------------- | ------------------- |
| Zagrzeb  | 17             | Dinamo Zagrzeb (17) |
| Split    | 8              | Hajduk Split (8)    |
| Rijeka   | 7              | HNK Rijeka (7)      |
| Osijek   | 1              | NK Osijek (1)       |
| Zaprešić | 1              | Inter Zaprešić (1)  |